# Borda de Berto
La Borda de Berto és una borda del terme municipal de Sarroca de Bellera, del Pallars Jussà. Està situada al costat mateix de la carretera local que des de Sarroca de Bellera mena a Erdo, Santa Coloma d'Erdo i Larén. És a prop i a ponent d'Erdo, davant del poble, a l'altra banda del barranc de la Tosca.